# Les Amours de Pâris et d'Hélène
Les Amours de Pâris et d’Hélène est un tableau peint par Jacques-Louis David en 1788. Il résulte d'une commande du comte d'Artois au peintre. Dans la carrière de David l'œuvre succède à La Mort de Socrate et précède Les licteurs rapportent à Brutus les corps de ses fils. D'inspiration mythologique en représentant deux des principales figures de l'Iliade, Hélène de Troie et Pâris, le tableau montre le style de David dans le genre de la peinture galante, et fut interprété comme une satire des mœurs du Comte d'Artois.

## Inspirations

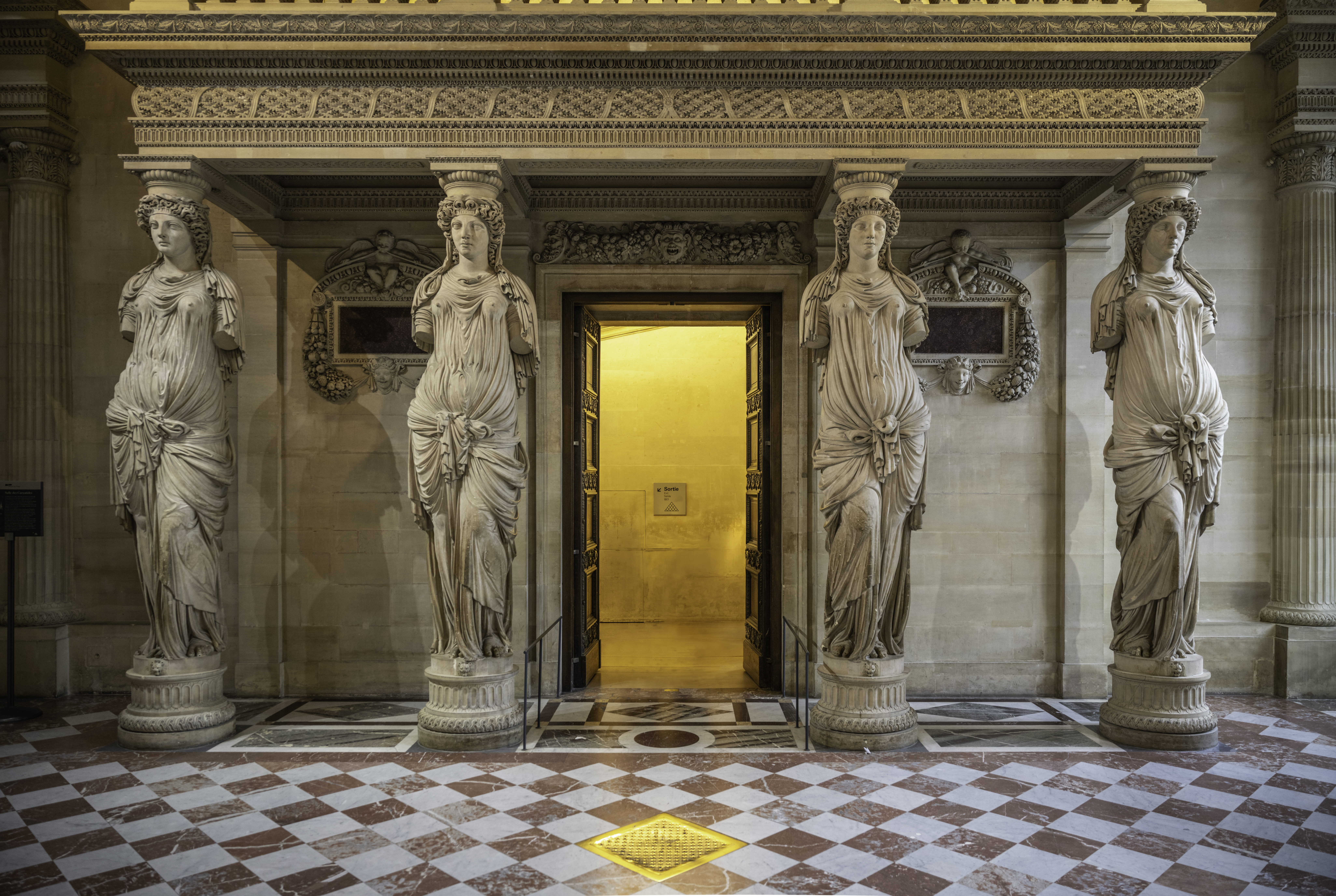
Le groupe des cariatides de la salle Jean Goujon (musée du Louvre) modèles du tableau de David

Les cariatides figurant dans le fond de la scène, sont copiées d'après la tribune des cariatides de Jean Goujon (musée du Louvre) et sont de la main de Jean-Baptiste Isabey.